# Campeonato Mundial de Atletismo em Pista Coberta de 2022 - Salto triplo masculino
A prova do salto triplo masculino do Campeonato Mundial de Atletismo em Pista Coberta de 2022 ocorreu no dia  18 de março na Belgrade Arena, em Belgrado, na Sérvia.

## Recordes
Antes desta competição, os recordes mundiais e do campeonato nesta prova eram os seguintes:
|                       | Nome                 | Nacionalidade  | Distância | Local   | Data                  |
| --------------------- | -------------------- | -------------- | --------- | ------- | --------------------- |
| Recorde mundial       | Hugues Fabrice Zango | Burquina Fasso | 18m 07cm  | Aubière | 16 de janeiro de 2021 |
| Recorde do campeonato | Teddy Tamgho         | França         | 17m 90cm  | Doha    | 14 de março de 2010   |

## Medalhistas
| Ouro                  | Prata                | Bronze             |
| Lázaro Martínez (CUB) | Pedro Pichardo (POR) | Donald Scott (USA) |

## Cronograma
Todos os horários são locais (UTC+1).
| Data        | Hora  | Evento |
| ----------- | ----- | ------ |
| 18 de março | 12:15 | Final  |

## Resultado final
A final ocorreu dia 18 de Março às 12:15.
| Posição           | Atleta                 | Nacionalidade  | #1    | #2    | #3    | #4          | #5          | #6          | Resultados | Notas                |
| ----------------- | ---------------------- | -------------- | ----- | ----- | ----- | ----------- | ----------- | ----------- | ---------- | -------------------- |
| Medalha de ouro   | Lázaro Martínez        | Cuba           | 17.64 | 17.04 | 17.32 | 17.62       | –           | 15.76       | 17.64      | Melhor marca do ano  |
| Medalha de prata  | Pedro Pichardo         | Portugal       | 17.42 | 17.46 | x     | 14.94       | –           | –           | 17.46      | Recorde nacional     |
| Medalha de bronze | Donald Scott           | Estados Unidos | 16.66 | 16.80 | 17.21 | 17.18       | 17.06       | x           | 17.21      | Recorde da temporada |
| 4                 | Will Claye             | Estados Unidos | 17.05 | 16.87 | 17.10 | 17.15       | 17.19       | 16.99       | 17.19      | Recorde da temporada |
| 5                 | Jah-Nhai Perinchief    | Bermudas       | x     | 16.36 | 16.95 | x           | 16.59       | x           | 16.95      | Recorde da temporada |
| 6                 | Melvin Raffin          | França         | 16.48 | 15.76 | x     | 14.82       | x           | 16.68       | 16.68      |                      |
| 7                 | Jean-Marc Pontvianne   | França         | x     | 16.62 | x     | x           | –           | –           | 16.62      |                      |
| 8                 | Nazim Babayev          | Azerbaijão     | 16.29 | 16.55 | x     | x           | x           | x           | 16.55      |                      |
| 9                 | Tiago Pereira          | Portugal       | x     | 16.05 | 16.46 | Não avançou | Não avançou | Não avançou | 16.46      |                      |
| 10                | Yasser Triki           | Argélia        | 15.24 | 16.42 | 13.57 | Não avançou | Não avançou | Não avançou | 16.42      |                      |
| 11                | Alexsandro Melo        | Brasil         | 16.07 | x     | x     | Não avançou | Não avançou | Não avançou | 16.07      |                      |
| 12                | Nikolaos Andrikopoulos | Grécia         | 16.05 | x     | 15.74 | Não avançou | Não avançou | Não avançou | 16.05      |                      |
| 13                | Levon Aghasyan         | Armênia        | DNS   | DNS   | DNS   | DNS         | DNS         | DNS         | DNS        | DNS                  |

Legenda
| Recorde mundial       | Recorde mundial (World record)               |                       | Recorde africano                      | Recorde africano (African) |                                           | Q | Classificado por posição (Qualified) |
| Recorde do campeonato | Recorde do campeonato (Championship record)  | Recorde da América    | Recorde da América (Americas)         | q                          | Classificado por melhor tempo (Qualified) |   |                                      |
| Melhor marca do ano   | Melhor marca do ano (World leading)          | Recorde asiático      | Recorde asiático (Asian)              | DNS                        | Não largou (Did not start)                |   |                                      |
| Recorde nacional      | Recorde nacional (National record)           | Recorde europeu       | Recorde europeu (European)            | DNF                        | Não terminou (Did not finish)             |   |                                      |
| Recorde pessoal       | Recorde pessoal do atleta (Personal best)    | Recorde da Oceania    | Recorde da Oceania (Oceania)          | DSQ / DQ                   | Desclassificado (Disqualified)            |   |                                      |
| Recorde da temporada  | Recorde da temporada do atleta (Season best) | Recorde sul-americano | Recorde sul-americano (South America) | NM                         | Sem marca (No mark)                       |   |                                      |